# Кубок Испании по футболу 1939
Кубок Испании по футболу 1939 — 35-й розыгрыш Кубка Испании по футболу выиграла Севилья. Этот кубок стал вторым в истории команды. 
Соревнование прошло в период с 14 мая по 25 июня 1939 года.

## Результаты матчей

### 1/4 финала
| Команда 1          | Итог | Команда 2        | 1-й матч | 2-й матч |
| ------------------ | ---- | ---------------- | -------- | -------- |
| Расинг Ферроль     | 3:1  | Доностия         | 3:1      | 0:0      |
| Баракальдо         | 4:3  | Сарагоса         | 2:1      | 2:2      |
| Авиасьон Насьональ | 3:4  | Севилья          | 2:0      | 1:4      |
| Расинг Сантандер   | 3:7  | Депортиво Алавес | 2:5      | 1:2      |

### 1/2 финала
| Команда 1      | Итог | Команда 2        | 1-й матч | 2-й матч |
| -------------- | ---- | ---------------- | -------- | -------- |
| Расинг Ферроль | 3:2  | Баракальдо       | 1:1      | 2:1      |
| Севилья        | 7:6  | Депортиво Алавес | 6:5      | 1:1      |

### Финал
| 25 июня, 1939                                           | \| Севилья \| 6:2 \| Расинг Ферроль \| \| Раймундо 5′ · Кампанал 20′, 27′, 59′ · Пепилло 38′, 42′ \| Голы \| Сильвоса 54′ (пен.), 57′ \| | Олимпийский стадион, Барселона |
| Севилья                                                 | 6:2 | Расинг Ферроль                 |
| Раймундо 5′ · Кампанал 20′, 27′, 59′ · Пепилло 38′, 42′ | Голы | Сильвоса 54′ (пен.), 57′       |